# ریچارد پریس
ریچارد پریس (انگلیسی: Richard Paris; ۸ آوریل ۱۹۴۲ – ۴ اکتبر ۲۰۱۷) دوچرخه‌سوار اهل استرالیا بود.  وی در بازی‌های المپیک تابستانی ۱۹۶۴ شرکت کرده است.